# Alfred Möller (Autor)
Alfred Möller (* 1876 in Naumburg; † 1952) war ein deutscher Bühnenschriftsteller, der zumeist als Autorenduo „Alfred Möller und Hans Lorenz“ zusammen mit seiner Schwester Margarete Paulick arbeitete. Er war auch als  Regisseur und Schauspieler tätig. Mit seiner Schwester verfasste er von den 1920er bis in die 1940er Jahre Operettenlibretti und erfolgreiche Lustspiele. Die Bühnenstücke dienten zum Teil auch als Vorlagen für Filme. 1920 betätigte sich Möller auch als Filmregisseur. Er trat zudem bisweilen in seinen Werken auch als Regisseur oder Schauspieler in Erscheinung.

## Werke

### Lustspiele
- Meine Frau, die Hofschauspielerin (1918, mit Lothar Sachs, ohne Hans Lorenz)
- Mädels, die man liebt (1927, ohne Hans Lorenz)
- Der Herr mit dem Fragezeichen (1930)
- Die Freundin eines großen Mannes (1933)
- Die große Chance (1933)
- Christa, ich erwarte dich! (1934)
- Rätsel um Beate (1935)
- Eine Frau wie Jutta (1937)
- Zwei Nächte (1938)
- Intermezzo am Abend (1939)
- Eine Stunde mit Alexa (1940)
- Eine Frau hat sich verlaufen (1943)
- Wo finde ich dich? (1948)

### Operetten
- Uschi (1925), ohne Hans Lorenz
- Das Strumpfband der Herzogin (1926)
- In einer Sommernacht (1936)
- Die 4 Optimisten (1942)

### Filmografie
- 1919: Kinderfreuden
- 1920: Am Spieltisch des Lebens
- 1926: Die Kleine vom Varieté
- 1934: Die große Chance
- 1934: Die Freundin eines großen Mannes
- 1938: Rätsel um Beate
- 1941: Alles für Gloria